# 2S9 Nona-S
Le 2S9 Nona-S est un mortier automoteur aérolargable soviétique de la guerre froide, mis en service en 1981. Il utilise le châssis de BTR-D sur lequel a été rajouté une tourelle avec un canon/mortier 2A51 de 120 mm. Sa production est estimée à plus de mille exemplaires. Nona est l'abréviation de Новейшее Орудие Наземной Артилерии, soit « nouveau canon d'artillerie terrestre ». Son remplaçant planifié est le 2S42 Lotus.

## Développement
Ce mortier automoteur résulte du changement de l'affut du canon automoteur BTR-D. Il est aérotransportable, aérolargable et amphibie.
Le developpement a officiellement commencé en 1976 mais les travaux sur l'utilisation d'un canon de mortier de 120 mm  en tant que véhicule d'artillerie avait déjà commencé depuis plusieurs années. TsNIITotchMach a été désigné comme développeur principal du projet tandis que NPO Bazalt devait développer de nouveaux types de munitions. En 1979 un premier lot de six véhicules ont été envoyés à Rzhev pour passer les tests préliminaires. En 1980 les véhicules passent les tests d’État, après avoir réussi cela quelques légères modifications ont été effectuées sur le véhicule. Par résolution du Comité central du PCUS et du Conseil des ministres de l'URSS, le canon d'artillerie automoteur 2S9 Nona-S a été officiellement adopté par l'armée soviétique le 1er juillet 1981.
Il est entré en service dans l'Armée rouge en 1981, il est présenté au public pour la première fois en 1985. On estime qu'environ mille exemplaires ont été produits. Le Nona est en fait un hybride d'un mortier et d'un obusier, étant d'une conception non conventionnelle il n'a pas d'homologue direct dans l'OTAN.

## Description
Le 2S9 est équipé d'un mortier 2A51 de 120 mm capable de tir direct et de tir indirect. Il s'agit d'un canon rayé, chargé par la culasse et de calibre 24.2 (2 904 mm). Il est capable de tirer des obus HE (explosifs puissants), du phosphore blanc et des obus fumigènes, ainsi que des munitions à guidage laser comme la KM-8 Gran (en) ou les Kitolov-2M (en). La munition principale de 2S9 est l'obus à fragementation hautement explosif 3OF49 qui a une portée d'environ 9 km et qui contient 4,9 kg d'explosif A-IX-2 (en), lors de l'explosion le corps en acier de l'obus de désintègre en 3500 fragments de métal pesant entre 0.5 et 15 g allant à une vitesse de 1 800 m/s. Il peut même utiliser certains obus standards OTAN.
Le blindage du 2S9 en aluminium protège des armes de petit calibre et des éclats d'obus, cela permet également de grandement réduire sa masse qui est de seulement 8,5 tonnes ce qui permet de le parachuter. Il peut être transporté par l'An-12, An-22, et l'Il-76 qui sont respectivement capables de transporter deux, trois et quatre véhicules à la fois.
Une tourelle pouvant accueillir deux hommes (le commandant et le tireur) est installée au milieu du châssis.
Il a un équipage de quatre hommes : commandant, conducteur, tireur, chargeur.

## Variantes
- Le 2S23 Nona-SVK est basé sur un châssis de BTR-80. Le canon est modernisé mais ses performances balistiques sont inchangées[5]. Il a été créé pour équiper les unités de l'armée de terre
- Le 2B16 Nona-K est la version tractée de la pièce[6].
- Le 2S9-1M est une modernisation du Nona, elle a été mise en production en 2007. La principale amélioration a été faite au niveau du système de conduite de tir ainsi que la navigation par satellite[7].

## Munitions
| Obus compatibles avec le 2S9 | Obus compatibles avec le 2S9 | Obus compatibles avec le 2S9 | Obus compatibles avec le 2S9 | Obus compatibles avec le 2S9 | Obus compatibles avec le 2S9 | Obus compatibles avec le 2S9 |
| Obus hautement explosifs     | Obus hautement explosifs     | Obus hautement explosifs     | Obus hautement explosifs     | Obus hautement explosifs     | Obus hautement explosifs     | Obus hautement explosifs     |
| Modèle                       | Origine                      | Masse totale                 | Quantité d'explosif          | Type d'explosif              | Vitesse initiale             | Portée                       |
| ---------------------------- | ---------------------------- | ---------------------------- | ---------------------------- | ---------------------------- | ---------------------------- | ---------------------------- |
| 3OF49                        | Union soviétique             | 19,8 kg                      | 4,9 kg                       | A-IX-2 (en)                  | 367 m/s                      | 8,85 km                      |
| 3OF36                        | Union soviétique             | 16,1 kg                      | 3,16 kg                      | TNT                          | 333 m/s                      | 7 km                         |
| PR-14                        | France                       | 18,6 kg                      | ~ 4 kg                       | TNT                          | N/C                          | 8,1 km                       |
| Guidé                        |                              |                              |                              |                              |                              |                              |
| Kitolov-2M (en)              | Russie                       | 28,3 kg                      | 5,5 kg                       | N/C                          | N/C                          | 12 km                        |

## Pays utilisateurs
- Azerbaïdjan - 18 en 2022[10]
- Bangladesh
- Biélorussie - 54[3]
- Kazakhstan
- Kirghizistan - 12 en 2022[11]
- Moldavie - 9 en 2022[12]
- Russie - 
  - Troupes aéroportées - 220 Nona-S et 30 Nona-SM en 2022 (500 Nona-S en réserve)[13],[14]
  - Infanterie de marine- 12 Nona-SVK et 30 Nona-S
  - Armée de terre - 30 Nona-SVK
    - Total - 250 Nona-S ; 72 Nona-SVK ; 500 Nona-S en réserve
- Syrie - Nombre inconnu en 2022[15]
- Turkménistan - 17 en 2022[16]
- Ukraine - 40 en 2022[17]
- Ouzbékistan - 54 en 2022[18]
- Venezuela - 18 Nona-SVK commandés en 2009, livrés en 2011-2012[19]. 13 en service en 2022[20].

### Anciens utilisateurs
- Afghanistan
- Union soviétique

## Utilisations
Le 2S9 est utilisé durant la guerre d'Afghanistan et lors de la première et la seconde guerre de Tchétchénie. Il se montre particulièrement efficace pendant ces conflits, notamment grâce à la plage d'élévation du canon qui lui permet d'atteindre des cibles en hauteur.
Le 2S9 Nona est utilisé durant l'invasion de l'Ukraine par la Russie en 2022 lors de laquelle plusieurs exemplaires sont détruits ou saisis par l'armée ukrainienne,.